# ويليام هنري ويثرو
ويليام هنري ويثرو هو صحفي ومؤلف كندي، ولد في 6 أغسطس 1839 في تورونتو في كندا، وتوفي بنفس المكان في 12 نوفمبر 1908.